# Echinocereus websterianus
Echinocereus websterianus ist eine Pflanzenart in der Gattung Echinocereus aus der Familie der Kakteengewächse (Cactaceae). Das Artepitheton websterianus ehrt die US-amerikanische Philanthropin Gertrude D. Webster (1872–1947), die zu den Hauptförderern des Desert Botanical Garden in Phoenix gehörte.

## Beschreibung
Echinocereus websterianus wächst in der Regel reich verzweigt mit bis zu 50 Trieben, die Gruppen von bis zu 60 Zentimeter Durchmesser bilden. Die zylindrischen Triebe sind 40 bis 60 Zentimeter lang und weisen Durchmesser von bis zu 8 Zentimeter auf. Es sind 18 bis 24 Rippen vorhanden. Die goldgelben Dornen werden im Alter braun und weisen eine Länge von bis zu 1 Zentimeter auf. Die sechs bis acht Mitteldornen sind abstehend und die 14 bis 18 Randdornen sind ausgebreitet.
Die trichterförmigen Blüten sind hell- bis tiefrosafarben und besitzen einen weißen Schlund. Sie erscheinen in der Nähe der Triebspitzen, sind bis zu 6 Zentimeter lang und erreichen Durchmesser von 3 bis 4 Zentimeter. Die eiförmigen Früchte sind hellgrün und enthalten weißes Fruchtfleisch. Sie sind 3,5 Zentimeter lang und besitzen einen Durchmesser von 1,5 Zentimeter.

## Verbreitung, Systematik und Gefährdung
Echinocereus websterianus ist im mexikanischen Bundesstaat Sonora auf der Isla San Pedro Nolasco im Golf von Kalifornien verbreitet.
Die Erstbeschreibung durch George Edmund Lindsay wurde 1947 veröffentlicht.
In der Roten Liste gefährdeter Arten der IUCN wird die Art als „Near Threatened (NT)“, d. h. als gering gefährdet geführt.

## Nachweise